# 장준익
장준익(1935년 4월 21일~)은 대한민국의 정치인이다. 제14대 국회의원을 지냈다.

## 학력
- 포항영흥국민학교 졸업
- 포항중학교 졸업
- 포항고등학교 졸업
- 육군사관학교 16기 수료
- 한양대학교 행정대학원 외교안보학 석사
- 경기대학교 정치전문대학원 북한학 박사

## 경력
- 육군사관학교 생도대장
- 제30보병사단장
- 제5군단장
- 육군사관학교 교장
- 제14대 국회의원
- 민주당 사무총장
- 한국안보전략연구소 소장

## 역대 선거 결과
|  | 29.2% |

|  | 28.41% |